# Cirende
Cirende is een bestuurslaag in het regentschap Purwakarta van de provincie West-Java, Indonesië. Cirende telt 1836 inwoners (volkstelling 2010).